# Karmelitinnenkloster Le Pâquier
Das Karmelitinnenkloster Le Pâquier ist ein Kloster der Karmelitinnen in Le Pâquier im Schweizer Kanton Freiburg und gehört zum Bistum Lausanne, Genf und Freiburg.

## Geschichte
Als die Pariser Klarissin Zémilie Delaître (* 1865 in Nyon, Ordensname: Schwester St. Michael), die dank reicher Gönner das Schloss Lully in Estavayer-le-Lac bzw. Lully gekauft hatte, mit ihrem Plan nicht durchdrang, dort ein Klarissenkloster zu gründen, gelang es ihr im Gegenzug, mit Hilfe von Bischof Placide Colliard von Lausanne und Genf eine Karmelitin aus dem Kloster Narbonne 1921 zur Gründung eines Karmel zu bewegen, dem weitere Karmelitinnen aus den Klöstern Avignon, Fontainebleau (1874–1974) und Nogent-sur-Marne angehörten und in den sie selbst aufgenommen wurde. 1929 wurde sie allerdings wegen auffälligen Verhaltens aus dem Orden ausgeschlossen.
Wegen der beengten Wohnverhältnisse im Schloss zog der Konvent 1936 unter der Führung der Walliserin Agnès de Wolf (ursprünglich aus dem Karmel Fontainebleau) in einen Neubau um, der in Le Pâquier im Greyerzbezirk errichtet worden war. Dort leben die Schwestern heute in der Route du Carmel Nr. 67. Der Konvent zählt derzeit elf Ordensfrauen. Die Darstellung der Klostergeschichte des ersten schweizerischen Karmelitinnenklosters durch den Historiker François Walter ist für 2022 zur Veröffentlichung vorgesehen.